# Меморандум NSC 68
Меморандум NSC 68 (директива СНБ-68) — секретный документ Совета национальной безопасности США времён Холодной войны.
Цели и программы Соединенных Штатов в области национальной безопасности, более известные как СНБ-68, представляли собой 66-страничный совершенно секретный документ Совета национальной безопасности (СНБ), подготовленный Государственным департаментом и Министерством обороны и представленный президенту Гарри С. Трумэну 7 апреля 1950 года. Это был один из важнейших документов, определивших политику США во времена холодной войны. По словам ученого Эрнеста Р. Май, СНБ-68 «изложил план милитаризации холодной войны с 1950 года до распада Советского Союза в начале 1990-х годов». СНБ-68 и его последующие уточнения требовали значительного увеличения военного бюджета США, разработки водородной бомбы и увеличения военной помощи союзникам США.

## История
К 1950 году события диктовали необходимость изучения политики национальной безопасности США: была учреждена Организация Североатлантического договора (НАТО); началось оказание военной помощи европейским союзникам; Советский Союз создал и испытал свою атомную бомбу, коммунисты установили контроль над Китаем. Кроме того, британский кризис фунта стерлингов летом 1949 года заставил американских чиновников понять, что плана Маршалла будет недостаточно для излечения западноевропейских экономических проблем к 1952 году, как это планировалось, с перспективой, что у Западной Европы не будет выбора, кроме как стремиться к автаркии, как это было в 1930-х годах, со всеми трудностями, которые будут сопутствовать мировой экономике в целом и экономике США в частности[прояснить]. Аналогичные проблемы преследовали и Японию. Поскольку эти угрозы для США и их союзников усилились, 31 января 1950 года президент Трумэн поручил Государственному департаменту и Министерству обороны «провести повторную проверку наших целей в области мира и войны, и влияния этих целей на наши стратегические планы». Аналитическая группа государственной оборонной политики была создана под председательством Пола Нитце из Государственного департамента[страница не указана 660 дней].
Представители Министерства обороны в комитете первоначально сопротивлялись предложениям, которые превысили бы существующий потолок расходов на оборону в 12,5 миллиарда долларов.
Отчёт, обозначенный как СНБ-68, был представлен президенту Трумэну 7 апреля 1950 года, который передал его в СНБ для дальнейшего рассмотрения 12 апреля 1950 года.
Исследовательская группа СНБ:
- Пол Нитце, председатель;
- Джон П. Дэвис;
- Роберт Тафтс;
- Роберт Хукер;
- Дин Ачесон;
- Чарльз Боулен;
- Генерал-майор Трумэн Лэндон, совместный представитель руководителей;
- Самуэль С. Бутано;
- Роберт Ловетт, заместитель министра обороны.

Первоначально президент Трумэн не поддержал СНБ-68, когда он был представлен ему в 1950 году. Он считал, что документ не предлагал конкретные программы, которые должны быть затронуты или изменены, а также не соответствовал его предыдущим лимитам расходов на оборону. Трумэн отправил его обратно для дальнейшего рассмотрения, пока, наконец, не одобрил в 1951 году.
Документ обрисовал в общих чертах фактическую стратегию национальной безопасности Соединенных Штатов на тот момент (хотя это не была официальная СНБ в той форме, которая известна в настоящее время) и проанализировал возможности СССР и США с военной, экономической, политической и психологической точек зрения.
СНБ-68 описал проблемы, стоящие перед США, в катастрофических терминах. «Стоящие перед нами вопросы имеют огромное значение,— говорится в документе, и связаны с реализацией или уничтожением не только этой республики, но и самой цивилизации».

## Содержание и значение
СНБ-68 рассматривал цели и задачи Соединенных Штатов как надежные, но плохо реализованные, называя «нынешние программы и планы … опасно неадекватными». Хотя теория сдерживания Джорджа Ф. Кеннана сформулировала многогранный подход к внешней политике США в ответ на предполагаемую советскую угрозу, в докладе была рекомендована политика, в которой акцент делался на военных, а не на дипломатических действиях. Имевшая большое влияние статья Кеннана, опубликованная под псевдонимом «X» в 1947 году, защищала политику сдерживания по отношению к Советскому Союзу. Она характеризовала сдерживание, как «политику расчетливого и постепенного принуждения» и призвала к значительным военным расходам в мирное время, в котором США обладали «превосходящим полным могуществом», «в надежной комбинации с другими, аналогично мыслящими странами». В частности, он требовал, чтобы вооружённые силы были способны:
- к защите западного полушария и важнейших союзных территорий с целью развития их военного потенциала;
- обеспечению и защите мобилизационной базы, в период формирования наступательных сил, необходимых для победы;
- проведению наступательных операций по уничтожению жизненно важных элементов советского военного потенциала и по удержанию противника от равновесия до тех пор, пока не будет задействована вся наступательная сила Соединенных Штатов и их союзников;
- защите и поддержанию линий связи и зон базирования, необходимых для выполнения вышеуказанных задач;
- предоставлению такой помощи союзникам, которая является необходимой для выполнения их роли для решения вышеуказанных задач.

Сам СНБ 68 не содержал никаких конкретных оценок затрат, фактически Соединенные Штаты выделяли от шести до семи процентов своего ВНП на оборону. Было очевидно, что ограничения, которые президент ранее устанавливал на оборонные расходы, были слишком низкими. В докладе содержался призыв утроить расходы на оборону до 40—50 млрд $ в год, по сравнению с первоначальными 13 млрд $ в 1950 году. Он определил сокращение налогов и «сокращение федеральных расходов на цели, отличные от обороны и иностранной помощи, при необходимости путем отсрочки определённых желательных программ», в качестве средства для такого финансирования. Тем не менее, несколько должностных лиц, участвовавших в подготовке исследования, в том числе будущий председатель президентского Совета по экономическим связям, Леон Кейзерлинг, предположили, что массовое увеличение военных расходов может быть обеспечено путем преднамеренного принятия дефицита государственного бюджета, который будет иметь дополнительную выгоду от активизации и стимулирования частей американской экономики, как это было после 1930 года. Действительно, в документе отмечается, что достижению высокого валового национального продукта «может способствовать наращивание экономической и военной мощи Соединенных Штатов…», а заместитель министра обороны Роберт Ловетт также предположил, что американская экономика «может извлечь выгоду из наращивания, которое мы предлагаем».

## Отношение к внешней политике США
Приводится аргумент, что, если советская сфера влияния продолжит расти, она может стать настолько мощной силой, что никакая коалиция наций не сможет объединиться и победить её. Подразумевалось, что милитаризация необходима для самосохранения Америки. Другими словами, агрессивный характер советской экспансии требовал решительной реакции США, чтобы предотвратить разрушение Америки. Это, конечно, было сформулировано в контексте военных усилий (имея в виду военную победу в Первой и Второй мировых войнах), и поэтому подчеркивалась необходимость военной экспансии.
Также важным в понимании этого документа является язык. Действительно, первоисточники должны быть внимательно прочитаны, чтобы распознать темы или мотивы. Прилагательные дают ценное представление о мотивах авторов этого документа и о том, какое впечатление он произвел на предполагаемую аудиторию. Примером является описание международной ситуации, спровоцированной Советским Союзом, как эндемической. Используя этот язык, становится ясно, что авторы хотели изобразить Советский Союз как болезнь, а США — как лекарство. Это послание было воспринято громко и ясно и доминировало во многих внешнеполитических решениях на протяжении всей холодной войны.

## Внутренние дебаты
СНБ-68 вызвала некоторую критику со стороны высокопоставленных правительственных чиновников, которые считали, что холодная война без нужды обостряется. Когда доклад был отправлен высшим должностным лицам в администрацию Трумэна для рассмотрения, до его официальной доставки Президенту, многие из них смеялись над этими аргументами. Уиллард Торп поставил под сомнение утверждение о том, что СССР неуклонно сокращает расхождение между его общей экономической мощью и мощью Соединенных Штатов. Торп утверждал: «Я не чувствую, что эта позиция демонстрируется, а скорее наоборот… Фактический разрыв увеличивается в нашу пользу». Он отметил, что в 1949 году экономика США выросла в два раза по сравнению с экономикой Советского Союза. Производство стали в США опередило Советский Союз на 2 миллиона тонн; запасы товаров и нефти значительно превышали советские объёмы. Что касается советских военных инвестиций, Торп скептически относился к тому, что СССР выделял на них такую большую часть своего ВВП: «Я подозреваю, что большая часть советских инвестиций пошла на жилье». Уильям Шоб из Бюро бюджета был особенно резок, полагая, что «на каждой арене» военно-воздушные силы, армия, военно-морской флот, накопление запаса атомных бомб, экономика США далеко превосходили Советский Союз. Кеннан, хотя и являлся «отцом» политики сдерживания, также не согласился с этим документом, особенно с его призывом к массовому перевооружению (FRUS, 1950, Vol. I).

### Позиция Трумэна
Президент Гарри С. Трумэн, даже после того, как Советы стали ядерной державой, стремился обуздать военные расходы. В последующие два месяца по докладу был достигнут незначительный прогресс. К июню Нитце практически отказался от него. Но 25 июня 1950 года северокорейские войска пересекли 38-ю параллель северной широты. С началом Корейской войны СНБ-68 приобрел новое значение. Как позже заметил Ачесон: «Корея … создала стимул, который заставил действовать».

### Общественное мнение
Администрация Трумэна начала общенациональную кампанию, чтобы убедить Конгресс и лиц, формирующих общественное мнение, в необходимости стратегического перевооружения и сдерживания советского коммунизма. Это должно было преодолеть мнение изоляционистов, включая сенатора Роберта А. Тафта, который хотел меньше мирового участия, а также интенсивных антикоммунистов, таких как Джеймс Бернэм, который предложил альтернативную стратегию отката, которая устранит коммунизм или, возможно, даже превентивную войну. Государственный департамент и Белый дом использовали северокорейскую атаку в июне 1950 года и битвы в течение первых нескольких месяцев Корейской войны, чтобы направить Конгресс и общественное мнение на путь перевооружения между двумя полюсами превентивной войны и изоляционизма.

## Историческая дискуссия
СНБ-68 является поводом для многих исторических дебатов, как и эскалация холодной войны. Кен Янг, историк периода Холодной войны, заявил: «Доклад подвергался постоянному анализу и комментариям … Несмотря на то, что СНБ-68 появился в середине двадцатого века, он сохраняет исключительное значение в 21-м». Это было важной частью общего перехода американской внешней политики к всеобъемлющей стратегии сдерживания, которая была подтверждена сменявшими друг друга администрациями. В 1962 году ученый Пол Й. Хаммонд представил первый подробный, современный, основанный на интервью отчет о формировании NSC 68.
Этот документ имеет решающее значение для понимания «холодной войны» с её влиянием на подобные заявления о национальной безопасности, такие, которые сделал президент Джордж Буш о «Войне с терроризмом» в сентябре 2001 года и Документ о стратегии национальной безопасности 2002 года. Он не только связан с такими документами, как Стратегия национальной безопасности от марта 2005 года, но также дает представление о текущей внешней политике США. Реализация СНБ-68 показывает, в какой степени это ознаменовала «сдвиг» в политике США — не только по отношению к СССР, но и ко всем коммунистическим правительствам. Подписав документ, Трумэн представил четко определённую и последовательную политику США, которой раньше не было. Кроме того, можно утверждать, что СНБ-68, как это было предложено советом, решает проблему Трумэна, подвергшегося нападению справа после «красной паники» и дела Элджера Хисса. Несмотря на то, что СНБ-68 не был обнародован, он проявился в последующем увеличении обычного и ядерного потенциала Америки, тем самым увеличив финансовое бремя страны. Хотя в СНБ-68 не было никаких конкретных рекомендаций относительно предлагаемого увеличения расходов на оборону, администрация Трумэна почти утроила расходы на оборону в процентах от валового внутреннего продукта в период с 1950 по 1953 год (с 5 до 14,2 процента).